# Apango (Guerrero)
Apango (del náhuatl: apan o apantli, co ‘agua o río, canal, en o lugar’‘ en el agua o canal donde corre el agua’) es una población mexicana del estado de Guerrero, es cabecera del municipio de Mártir de Cuilapan. Se ubica en la región Centro de la entidad.
Apango se sitúa a 1.105 m s. n. m. en las coordenadas geográficas 17°44′29″N 99°19′41″O / 17.74139, -99.32806. Se ubica a 20 km de la ciudad de Tixtla y a unos 35 km de distancia de la ciudad capital del estado Chilpancingo de los Bravo. 
Apango. En México pocas familias poseen el patronímico - apellido - Apango. Se supone es oriundo de Tlaxcala, y que las personas con éste apellido son todas familiares, descendientes de algún personaje que en tiempos de la conquista poseía algún alto rango, pues sólo de esa manera se explica que haya sido respetado por los españoles en su costumbre de cristianizar los nombres de los nativos de México.

## Historia

### Época prehispánica
Durante la época prehispánica, los indicios más antiguos de ocupación humana por los vestigios arqueológicos hallados dentro del territorio del municipio determinan el establecimiento de los coixcas. Este grupo, fue posteriormente sometido por los mexicas para el pago de tributos durante el siglo XV bajo las órdenes del tlatoani Moctezuma Ilhuicamina. Una vez sometido los coixcas, este territorio quedó dentro de la provincia tributaria de Tepecoacuilco.
Esta región, territorio donde se asentó la cultura Mezcala, floreció a partir de su soberanía a los mexicas y dio lugar a importantes asentamientos como el del cerro de Teteltipán que se encuentra a dos kilómetros de la actual población de Apango y donde se han encontrado vestigios de origen teotihuacano-mixteco y mayoritariamente olmeca. Otros yacimientos arqueológicos de importancia en la zona son Sacahuacingo y Tlamamacán, sin embargo, no han sido explorados aún.

### Época colonial
Los españoles, al consumar la conquista en territorio mexica, exploraron la región y es a Gil González de Ávila en 1522 a quien le queda a cargo la encomienda de conquista de la zona sin encontrar algún tipo de resistencia por parte de los indios coixcas. Para 1533, los misioneros religiosos de la orden de San Agustín arribaron a la población con el objeto de evangelizar a los indios coixcas y establecieron un templo en el centro de la actual población de Apango.
El crecimiento económico y cultural de Apango comienza cuando Andrés de Urdaneta establece ‘’el tornaviaje’’ en 1565, ruta marítima que comunicaría a la entonces población novohispana de Acapulco con Filipinas, acontecimiento que requirió a las autoridades novohispanas la necesidad de adecuar el camino que comunicara a Acapulco con la Ciudad de México y Puebla beneficiándose numerosas poblaciones aledañas al camino. 
En 1740, hubo una epidemia de peste bubónica que asoló a la población.

### SigloXIXyXX

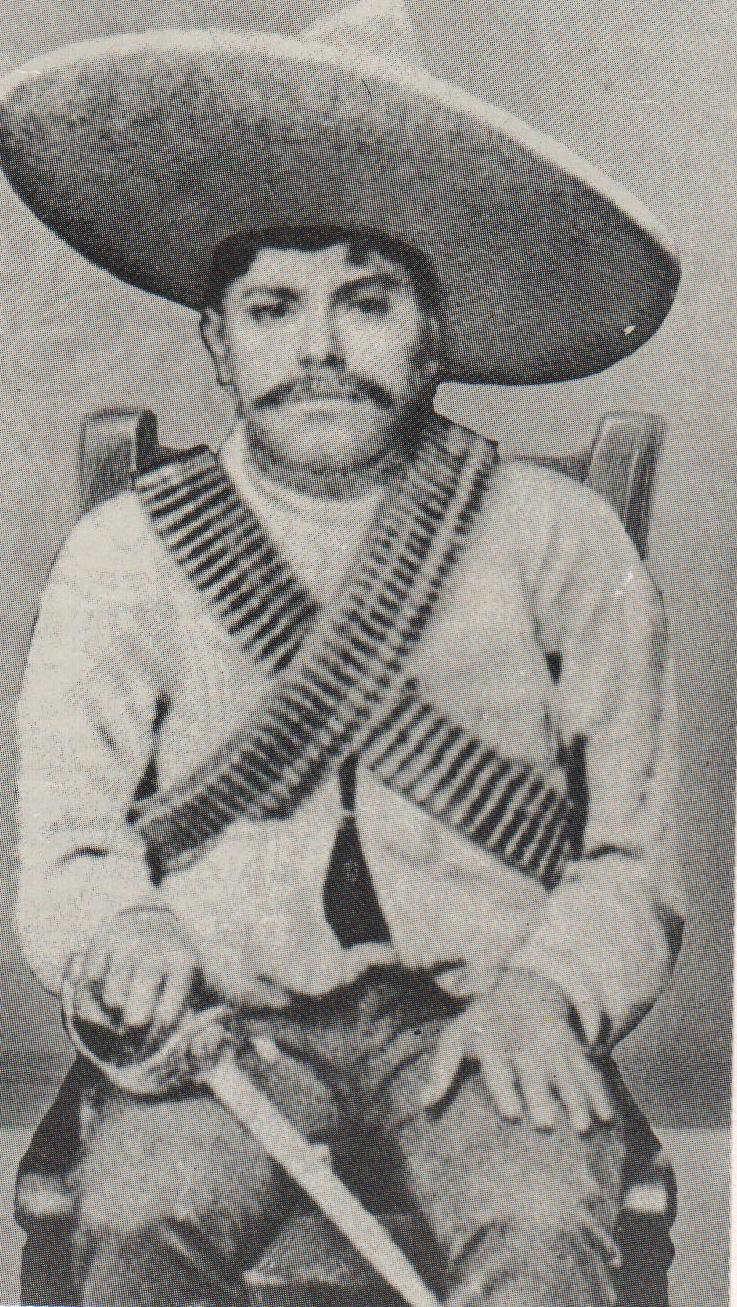
Encarnación Díaz fue sepultado en esta población.

Posterior a los acontecimientos de la guerra y consumación de la independencia mexicana, en 1823 se suscitó una batalla entre el general Vicente Guerrero y las tropas del General Epitacio Sánchez en las inmediaciones de los cerros de Teposteyo y Ahuacopexco, cercanos a la población. Como resultado del enfrentamiento, el general Sánchez murió y sus restos fueron sepultados en el interior de la iglesia de Apango. Por su parte, el general Vicente Guerrero resultó gravemente herido, pero se recuperó gracias a una planta con propiedades medicinales y mágicas denominada Hueyitlacatl que es endémica en la zona. En 1824, una epidemia de viruela azotó gravemente a la población.
1886, la disconformidad sobre el cobro excesivo de impuestos, la usurpación de tierras y la opresión de los prefectos políticos del gobierno de Porfirio Díaz dio origen a que diversos sectores sociales de las poblaciones de Apango y Cuetzala se levantaran en armas. Más tarde, estos grupos simpatizarían con la causa revolucionaria que encabezaría Francisco I. Madero y de los ideales revolucionarios de Emiliano Zapata a finales de la década de 1900. Apango tomó relevancia por ser un importante punto de encuentro entre los zapatistas.
A principios del siglo XX, un gran incendio devastó al pueblo y mató a decenas de personas; las casas de teja y el curato pudieron quedar de pie.[cita requerida] El 21 de octubre de 1921, en medio de la gesta revolucionaria, se suscitó un enfrentamiento entre el general Luis G. Cartón que intentaba tomar la población y el insurrecto Julio Gómez. Este último no pudo evitar que Cartón consolidara la ocupación de la plaza. El 13 de julio de 1916, fue asesinado el insurrecto Encarnación Díaz por Victoriano Bárcenas, posteriormente sus restos fueron trasladados a Apango y sepultados en el atrio del templo de la población.
El 1 de noviembre de 1919, la población de Apango se convirtió en la cabecera del municipio que más tarde —en 1926— tomaría el nombre de Mártir de Cuilapan. Para 1971, se introdujo a la población el suministro de energía eléctrica.
El 9 de octubre de 1997, el Huracán Paulina azotó gravemente al estado de Guerrero. Apango así como numerosas localidades del municipio de Mártir de Cuilapan, resultaron afectadas al quedar sin el servicio de energía eléctrica temporalmente.

## Demografía

### Población
Conforme a los resultados que arrojó el II Conteo de Población y Vivienda en el 2005 efectuado por el Instituto Nacional de Estadística y Geografía (INEGI), la población de Apango contó con 3,987 habitantes, de los cuales 1,870 fueron hombres y 2,111 fueron mujeres.

## Cultura

### Fiestas y tradiciones
La fiesta del 4 de octubre en honor a San Francisco de Asís y el 12 de febrero el día de la Virgen de Guadalupe. Todo empieza el tercer domingo de enero con la tradicional baile de las muñecas, que son muñecas armadas de dos metros de altura y son seguidas de niños vestidos de diferentes formas. Anteriormente el presidente municipal daba premios a los mejores vestidos, el mayor premio consistía en $1000 pesos, el segundo en $500 pesos y el tercero en $100 pesos. Y así sigue cada domingo hasta el 12 de febrero. El 28 de octubre, se festeja el día de San Judas Tadeo desde el 2004, aunque no es una fiesta muy grande es de consideración.
En danzas también están los machos que salen del pueblo para ir a un lejano pozo y llegan al día siguiente. La gente dice que ellos van a pedir las lluvias para sembrar, por ello se dice que cada vez que van, llueve.

### Gastronomía
El pozole es el más consumido en el pueblo, tradicionalmente se come los jueves (pozole verde), y el sábado en la noche con el domingo en la mañana (pozole blanco). También el ayomole que se prepara con calabaza tierna y también con sus tripas y los mixiotes.

### Sitios de interés
Tiene muchos monumentos al igual que ruinas como el apantle (en náhuatl caño por donde corre el agua) que se encuentra más al sur de su pequeña secundaria.
El monumento a Vicente Guerrero es el único monumento en el pueblo, fue inaugurado el 14 de febrero del 2005. Otro es el templo de San Francisco de Asís, construido a mediados del siglo XVII, en la actualidad la mayoría de sus pinturas le fueron destruidas pero hay una capilla donde aún se conservan algunas. El puente es un atractivo en la población, una leyenda de su creación es que según se construyó en 1910 con sangre.[cita requerida]

## Educación

### Centros escolares
Tiene un preescolar con 15 maestros y 90 niños, 2 escuelas primarias la Pablo L. Sidar , ubicada al lado del ayuntamiento con 20 maestros 400 alumnos y la Federico Encarnación Astudillo con 20 maestros y 225 alumnos. La escuela secundaria técnica tiene 500 alumnos y 25 maestros. También cuenta con un colegio de bachilleres.

## Servicios públicos

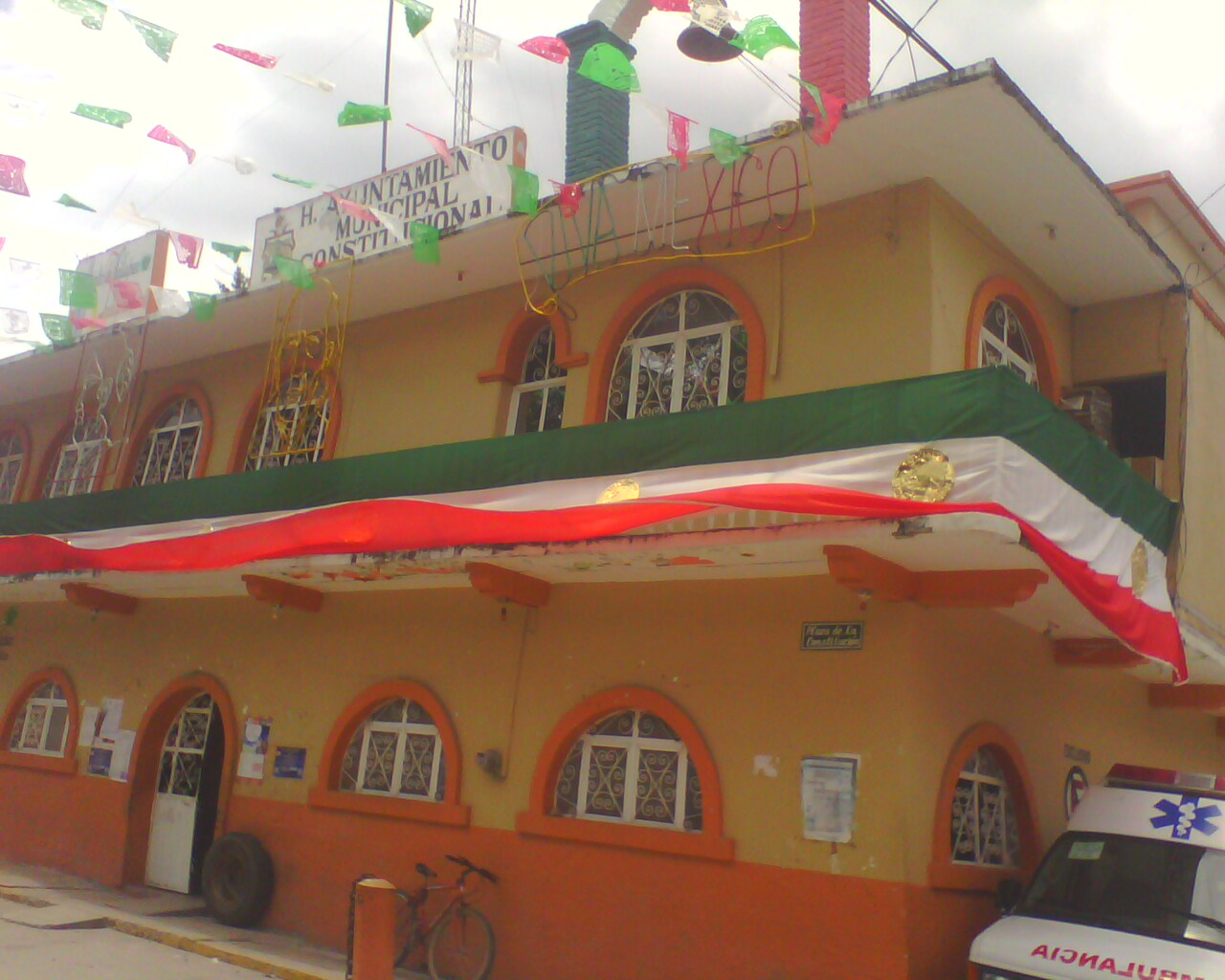
Palacio municipal

Tiene un centro de salud que atiende a personas de seis pueblos, también tiene un mercado que abastece a ocho comunidades, así como transportes.

## Recursos
Anteriormente existía una mina de donde extraían uranio que era transportado a EE. UU. durante la Segunda Guerra Mundial para la fabricación de armas, pero fue cerrada por el pacto de "no agresión" por parte de México con los países neutros. Algunos estudios afirman la existencia de petróleo y mármol en los alrededores del pueblo.[cita requerida]